# Canopy Group

Canopy Group-Logo

Die Canopy Group ist eine von Raymond Noorda gegründete Investorenfirma in Lindon, Utah. Sie dient einer Reihe von Technologieunternehmen als Muttergesellschaft. Eine ihrer bekanntesten Mitgliedsfirmen war die SCO Group. 
Durch einen umstrittenen Rechtsfall war Canopy gezwungen, Beteiligungen an anderen Unternehmenseinheiten abzubauen und sich aus Investitionen zurückzuziehen. Daher gehört SCO seit dem so genannten Fall Yarro (Yarro case) nicht mehr zur Canopy Group und ist inzwischen unabhängig. In letzter Zeit hat sich Canopy von der SCO und Yarros Geschäftsinteressen distanziert.